# 64. Berlini Nemzetközi Filmfesztivál
Az 64. Berlini Nemzetközi Filmfesztivál 2014. február 6. és 16. között került megrendezésre, a nyitófilm Wes Andersontól A Grand Budapest Hotel, míg a zárófilm Diao Yinantól a Fekete szén, vékony jég volt. Utóbbi film nyerte az Arany Medve díjat is. A fesztivál zsűrielnöke James Schamus amerikai filmproducer és forgatókönyvíró volt.

## Zsűri
Az alábbi emberek voltak a fesztivál zsűrijének tagjai:

### Filmek
- James Schamus, amerikai filmproducer és forgatókönyvíró - Zsűrielnök
- Barbara Broccoli, amerikai  filmproducer
- Trine Dyrholm, dán színésznp
- Mitra Farahani, iráni filmkészítő
- Greta Gerwig, amerikai színésznő és forgatókönyvíró
- Michel Gondry, francia filmkészítő és producer
- Tony Leung Chiu-Wai, kínai színész
- Christoph Waltz, osztrák színész

### Elsőfilmes produkciók
- Nancy Buirski, amerikai filmkészítő, producer és a Full Frame Dokumentumfilmfesztivál alapítója
- Valeria Golino, olasz színésznő és filmkészítő
- Hernán Musaluppi, argentin filmproducer

### Rövidfilm
- Edwin, indonéz filmkészítő
- Nuno Rodrigues, portugál kurátor és producer
- Christine Tohmé, libanoni kurátor

## Versenyben lévő filmek
Az alábbi filmek voltak versenyben az Arany Medve- és az Ezüst Medve-díjakért:
| Magyar cím                 | Eredeti cím              | Rendező             | Ország                                                     |
| -------------------------- | ------------------------ | ------------------- | ---------------------------------------------------------- |
| '71                        | '71                      | Yann Demange        | Egyesült Királyság                                         |
| Aloft                      | Aloft                    | Claudia Llosa       | Spanyolország, Kanada, Franciaország                       |
| Szerelmes nővérek          | Die geliebten Schwestern | Dominik Graf        | Németország                                                |
| Fekete szén, vékony jég    | 白日焰火                 | Diao Yinan          | Kína                                                       |
| Vak érintés                | 推拿                     | Lou Ye              | Kína, Franciaország                                        |
| Sráckor                    | Boyhood                  | Richard Linklater   | Amerikai Egyesült Államok                                  |
| Praia do Futuro            | Praia do Futuro          | Karim Aïnouz        | Brazília, Németország                                      |
| A Grand Budapest Hotel     | The Grand Budapest Hotel | Wes Anderson        | Egyesült Királyság, Németország                            |
| Historia del Miedo         | Historia del Miedo       | Benjamín Naishtat   | Argentína, Uruguay, Németország, Franciaország             |
| Világok között             | Zwischen Welten          | Feo Aladag          | Németország                                                |
| Az eltűnés sorrendjében    | Kraftidioten             | Hans Petter Moland  | Norvégia                                                   |
| Jack                       | Jack                     | Edward Berger       | Németország                                                |
| Szeretni, inni és énekelni | Aimer, boire et chanter  | Alain Resnais       | Franciaország                                              |
| Chiisai ouchi              | 小さいおうち             | Yoji Yamada         | Japán                                                      |
| Macondo                    | Macondo                  | Sudabeh Mortezai    | Ausztria                                                   |
| Senkiföldje                | 無人區                   | Ning Hao            | Kína                                                       |
| Keresztút                  | Kreuzweg                 | Dietrich Brüggemann | Németország                                                |
| To mikro psari             | Μικρό Ψάρι               | Yannis Economides   | Görögország, Németország, Ciprus                           |
| La tercera orilla          | La tercera orilla        | Celina Murga        | Argentína, Németország, Hollandia                          |
| Two Men in Town            | Two Men in Town          | Rachid Bouchareb    | Franciaország, Algéria, Amerikai Egyesült Államok, Belgium |

### Versenyen kívül
A fesztiválon az alábbi filmeket vetítették versenyen kívül:
| Magyar cím                | Eredeti cím         | Rendező         | Ország                     |
| ------------------------- | ------------------- | --------------- | -------------------------- |
| Műkincsvadászok           | The Monuments Men   | George Clooney  | Amerikai Egyesült Államok  |
| A nimfomániás             | Nymphomaniac        | Lars von Trier  | Denmark, Germany, France   |
| A szépség és a szörnyeteg | La belle et la bête | Christophe Gans | Franciaország, Németország |

### Panorama
Az alábbi filmeket vetítették a fesztivál Panorama szekciójában:
| Magyar cím                          | Eredeti cím                      | Rendezők                     | Ország                           |
| ----------------------------------- | -------------------------------- | ---------------------------- | -------------------------------- |
| Akkor majd én                       | Arrête ou je continue            | Sophie Fillières             | Franciaország                    |
| Bai mi zha dan ke                   | 白米炸彈客                       | Cho Li                       | Tajvan                           |
| Bing du                             | 冰毒                             | Midi Z                       | Tajvan, Mianmar                  |
| Kálvária                            | Calvary                          | John Michael McDonagh        | Írország, Egyesült Királyság     |
| Hazakísérlek                        | Hoje Eu Quero Voltar Sozinho     | Daniel Ribeiro               | Brazília                         |
| Animált beszélgetés Noam Chomskyval | Is the Man Who Is Tall Happy?    | Michel Gondry                | Franciaország                    |
| O Homem das Multidões               | O Homem das Multidões            | Marcelo Gomes, Cao Guimarães | Brazília                         |
| Papilio Buddha                      | Papilio Buddha                   | Jayan Cherian                | India, Amerikai Egyesült Államok |
| Quick Change                        | Quick Change                     | Eduardo Roy Jr.              | Fülöp-szigetek                   |
| Stereo                              | Stereo                           | Maximilian Erlenwein         | Németország                      |
| Teszt                               | Test                             | Chris Mason Johnson          | Amerikai Egyesült Államok        |
| Jobb angyalok                       | The Better Angels                | A. J. Edwards                | Amerikai Egyesült Államok        |
| Kuzu                                | Kuzu                             | Kutluğ Ataman                | Németország, Törökország         |
| After the Fall                      | After the Fall                   | Saar Klein                   | Amerikai Egyesült Államok        |
| Triptyque                           | Triptyque                        | Robert Lepage, Pedro Pires   | Kanada                           |
| Szuperegók                          | Über-Ich und Du                  | Benjamin Heisenberg          | Németország, Scájc, Ausztria     |
| Unfriend                            | Unfriend                         | Joselito Altarejos           | Fülöp-szigetek                   |
| Xi you                              | 西遊                             | Tsai Ming-liang              | Franciaország, Tajvan            |
| Yves Saint Laurent                  | Yves Saint Laurent               | Jalil Lespert                | Franciaország                    |
| Asabani Nistam!                     | Asabani Nistam!                  | Reza Dormishian              | Irán                             |
| Vakon                               | Blind                            | Eskil Vogt                   | Norvégia, Hollandia              |
| Difret                              | Difret                           | Zeresenay Berhane Mehari     | Etiópia                          |
| Fieber                              | Fieber                           | Elfi Mikesch                 | Luxemburg, Ausztria              |
| Güeros                              | Güeros                           | Alonso Ruízpalacios          | Mexikó                           |
| Highway                             | Highway                          | Imtiaz Ali                   | India                            |
| Ieji                                | Ieji                             | Nao Kubota                   | Japán                            |
| Vissza Isten kegyelmébe             | In Grazia di Dio                 | Edoardo Winspeare            | Olaszország                      |
| A szerelem útjai                    | Love Is Strange                  | Ira Sachs                    | Amerikai Egyesült Államok        |
| Moh ging                            | 魔警                             | Dante Lam                    | Hongkong                         |
| Na kathese ke na kitas              | Na kathese ke na kitas           | Yorgos Servetas              | Görögország                      |
| Ya-gan-bi-haeng                     | Ya-gan-bi-haeng                  | Leesong Hee-il               | Dél-Korea                        |
| Nuoc                                | Nước                             | Nghiêm-Minh Nguyễn-Võ        | Vietnám                          |
| Patardzlebi                         | Patardzlebi                      | Tinatin Kajrishvili          | Grúzia, Franciaország            |
| Risse im Beton                      | Risse im Beton                   | Umut Dağ                     | Ausztria                         |
| Az alagúton túl                     | 那夜凌晨，我坐上了旺角開往大埔的 | Fruit Chan                   | Hongkong                         |
| Viharsarok                          | Viharsarok                       | Császi Ádám                  | Magyarország                     |
| Ye                                  | Ye                               | Hao Zhou                     | Kína                             |

### Berlinale Special Gala
Az alábbi filmeket vetítették a fesztivál Berlinale Special Gala szekciójában:
| Magyar cím                                           | Eredeti cím                                           | Rendező                           | Ország                                                       |
| ---------------------------------------------------- | ----------------------------------------------------- | --------------------------------- | ------------------------------------------------------------ |
| Hosszú út lefelé                                     | A Long Way Down                                       | Pascal Chaumeil                   | Egyesült Királyság, Németország                              |
| Amerikai botrány                                     | American Hustle                                       | David O. Russell                  | Amerikai Egyesült Államok                                    |
| Cesar Chavez                                         | Cesar Chavez                                          | Diego Luna                        | Amerikai Egyesült Államok                                    |
| A házmester                                          | Dans la cour                                          | Pierre Salvadori                  | Franciaország                                                |
| A százéves ember, aki kimászott az ablakon és eltűnt | Hundraåringen som klev ut genom fönstret och försvann | Felix Herngren                    | Svédország                                                   |
| The Turning                                          | The Turning                                           | Antológia 20 különböző rendezőtől | Ausztrália                                                   |
| A sötét völgy                                        | Das finstere Tal                                      | Andreas Prochaska                 | Ausztria, Németország                                        |
| Az utolsó éjszaka Párizsban                          | Diplomatie                                            | Volker Schlöndorff                | Franciaország, Németország                                   |
| Kétarcú január                                       | The Two Faces of January                              | Hossein Amini                     | Egyesült Királyság, Amerikai Egyesült Államok, Franciaország |
| En du Elsker                                         | En du Elsker                                          | Pernille Fischer Christensen      | Dánia                                                        |

### Berlinale Classics
Az alábbi filmeket vetítették a fesztivál Berlinale Classics szekciójában:
| Magyar cím                      | Eredeti cím                  | Ország               |                           |
| ------------------------------- | ---------------------------- | -------------------- | ------------------------- |
| Késő ősz (1960)                 | 秋日和                       | Yasujirō Ozu         | Japán                     |
| Caravaggio (1986)               | Caravaggio (1986)            | Derek Jarman         | Egyesült Királyság        |
| Dr. Caligari (1920)             | Das Cabinet des Dr. Caligari | Robert Wiene         | Németország               |
| Németország, sápadt anya (1980) | Deutschland, bleiche Mutter  | Helma Sanders-Brahms | Kelet-Németország         |
| Nayak (1966)                    | Nayak (1966)                 | Satyajit Ray         | India                     |
| Haragban a világgal (1955)      | Rebel Without a Cause        | Nicholas Ray         | Amerikai Egyesült Államok |

## Győztesek
- Arany Medve: Fekete szén, vékony jég (Diao Yinan)
- Zsűri Nagydíja: A Grand Budapest Hotel (Wes Anderson)
- Alfred Bauer-díj: Szeretni, inni és énekelni (Alain Resnais)
- Ezüst Medve díj a legjobb rendezőnek: Richard Linklater (Sráckor)
- Ezüst Medve díj a legjobb színésznőnek: Haru Kuroki (Chiisai ouchi)
- Ezüst Medve díj a legjobb színésznek: Liao Fan (Fekete szén, vékony jég)
- Ezüst Medve díj a legjobb forgatókönyvnek: Keresztút (Dietrich BrüggemannÖ
- Ezüst Medve díj a kiemelkedő művészi teljesítményért (operatőr): Vak érintés (Lou Ye)
- Tiszteletbeli Arany Medve
  - Ken Loach
- Teddy-díj a legjobb elsőfilmesnek
  - Güeros (Alonso Ruizpalacios)
- Panorama Publikumspreis, a Közönség-díj
  - 1. hely: Difret (Zeresenay Berhane Mehari)
  - 2. hely: Hazakísérlek (Daniel Ribeiro)
  - 3. hely: Patardzlebi (Tinatin Kajrishvili)
- Teddy-dyj
  - Hazakísérlek (Daniel Ribeiro)[7]

## Fordítás
- Ez a szócikk részben vagy egészben  a(z)   64th Berlin International Film Festival című angol Wikipédia-szócikk fordításán alapul.  Az eredeti cikk szerkesztőit annak laptörténete sorolja fel. Ez a jelzés csupán a megfogalmazás eredetét és a szerzői jogokat jelzi, nem szolgál a cikkben szereplő információk forrásmegjelöléseként.